# Campionati europei di canoa slalom 2024
I Campionati europei di canoa slalom 2024 (ufficialmente 2024 European Canoe Slalom Championships) sono stati la 25ª edizione della competizione continentale. Si sono svolti dal 16 al 20 maggio 2024 presso il Tacen Whitewater Course di Tacen in Slovenia.

## Podi

### Uomini
| Evento                 | Oro                                                  | Punti  | Argento                                                  | Punti  | Bronzo                                                     | Punti  |
| C1                     | Žiga Lin Hočevar (SLO)                               | 90.32  | Luka Božič (SLO)                                         | 91.16  | Benjamin Savšek (SLO)                                      | 91.39  |
| C1 team                | Slovenia Benjamin Savšek Luka Božič Žiga Lin Hočevar | 104.95 | Rep. Ceca Jiří Prskavec Lukáš Rohan Václav Chaloupka     | 105.18 | Slovacchia Matej Beňuš Michal Martikán Marko Mirgorodský   | 106.31 |
| K1                     | Giovanni De Gennaro (ITA)                            | 86.56  | Mario Leitner (AUT)                                      | 89.52  | Gelindo Chiarello (SUI)                                    | 90.43  |
| K1 team                | Rep. Ceca Jiří Prskavec Vít Přindiš Jakub Krejčí     | 105.17 | Austria Felix Oschmautz Mario Leitner Moritz Kremslehner | 109.52 | Francia Titouan Castryck Anatole Delassus Vincent Delahaye | 109.86 |
| Kayak cross            | Joseph Clarke (GBR)                                  |        | Jan Rohrer (SUI)                                         |        | David Llorente (ESP)                                       |        |
| Kayak cross individual | Vít Přindiš (CZE)                                    | 49.21  | Jonny Dickson (GBR)                                      | 50.16  | Martin Dougoud (SUI)                                       | 50.87  |

### Donne
| Evento                 | Oro                                                        | Punti  | Argento                                            | Punti  | Bronzo                                                      | Punti  |
| C1                     | Andrea Herzog (DEU)                                        | 101.24 | Gabriela Satková (CZE)                             | 105.04 | Marjorie Delassus (FRA)                                     | 107.76 |
| C1 team                | Rep. Ceca Tereza Kneblová Gabriela Satková Martina Satková | 119.61 | Slovenia Eva Alina Hočevar Lea Novak Alja Kozorog  | 127.73 | Regno Unito Mallory Franklin Kimberley Woods Ellis Miller   | 128.25 |
| K1                     | Klaudia Zwolińska (POL)                                    | 95.77  | Zuzana Paňková (SVK)                               | 100.72 | Mallory Franklin (GBR)                                      | 102.30 |
| K1 team                | Slovenia Eva Terčelj Eva Alina Hočevar Ajda Novak          | 124.55 | Francia Camille Prigent Emma Vuitton Coline Charel | 131.82 | Rep. Ceca Antonie Galušková Kateřina Beková Tereza Fišerová | 133.77 |
| Kayak cross            | Alena Marx (SUI)                                           |        | Camille Prigent (FRA)                              |        | Nikita Setchell (GBR)                                       |        |
| Kayak cross individual | Alena Marx (SUI)                                           | 56.37  | Klaudia Zwolińska (POL)                            | 56.59  | Camille Prigent (FRA)                                       | 57.05  |

## Medagliere
| Posiz. | Nazione     | Oro | Argento | Bronzo | Totale |
| ------ | ----------- | --- | ------- | ------ | ------ |
| 1      | Rep. Ceca   | 3   | 2       | 1      | 6      |
| 1      | Slovenia    | 3   | 2       | 1      | 6      |
| 3      | Svizzera    | 2   | 1       | 2      | 5      |
| 4      | Regno Unito | 1   | 1       | 3      | 5      |
| 5      | Polonia     | 1   | 1       | 0      | 2      |
| 6      | Italia      | 1   | 0       | 0      | 1      |
| 6      | Germania    | 1   | 0       | 0      | 1      |
| 8      | Francia     | 0   | 2       | 3      | 5      |
| 9      | Austria     | 0   | 2       | 0      | 2      |
| 10     | Slovacchia  | 0   | 1       | 1      | 2      |
| 11     | Spagna      | 0   | 0       | 1      | 1      |
| Totale | Totale      | 12  | 12      | 12     | 36     |